# هجوم حافلة حلوان
هجوم حافلة حلوان، هو هجوم مسلح من قبل أربع إرهابيين استهدف حافلة «ميكروباص» يقل قوة أمنية من قسم شرطة حلوان خلال تفقدهم الحالة الأمنية بمدينة حلوان إحدى ضواحي محافظة القاهرة في 8 مايو 2016. أسفر الهجوم عن مقتل 8 من أفراد القوة الأمنية.